# 김철정
김철정(金澈禎, 1877년 음력 4월 23일 ~ ?)은 대한제국과 일제강점기 초기의 관료이다.

## 생애
조선 중기의 성리학자 김인후의 11세손으로 본관은 울산이다. 대한제국 시기에 농상공부 기수가 되면서 관직에 들어섰고, 철도원 기사를 역임했다.
일본공사 수행원을 맡은 바 있으며, 탁지부 기사와 농상공부 참서관 등을 거쳐 1907년에는 대한제국 중추원 부찬의에 올랐다. 이후 내부 사무관을 지내다가 1910년에 한일 병합 조약이 체결된 뒤에는 조선총독부 관리가 되었다.
총독부 체제가 출범하면서 곧바로 경상남도 언양군의 군수로 임명되고 정8위에 서위되었다. 언양군수로 재직 중이던 1912년에는 한국병합기념장을 수여받았다. 1914년에 울산군 군수로 이동하였으며, 1918년을 기준으로 정7위에 승급해 있었다. 일본 정부로부터 다이쇼대례기념장과 쇼와대례기념장도 수여받은 바 있다.
2008년 발표된 민족문제연구소의 친일인명사전 수록예정자 명단 가운데 관료 부문에 선정되었다.

## 참고자료
- 김철정(金澈禎) - 국사편찬위원회